# Dioscorea castilloniana
Dioscorea castilloniana är en enhjärtbladig växtart som beskrevs av Lucien Leon Hauman. Dioscorea castilloniana ingår i släktet Dioscorea och familjen Dioscoreaceae. Inga underarter finns listade i Catalogue of Life.